# أليكس ويلكوكس
أليكس ويلكوكس (بالإنجليزية: Alex Wilcox)‏ هو شخصية أعمال وكبير الإداريين التنفيذيين أمريكي، ولد في 29 يونيو 1970.